# Derley (football, 1987)
Pour les articles homonymes, voir Derley et Marinho.
Vanderley Dias Marinho, plus communément appelé Derley, est un footballeur brésilien né le 29 décembre 1987 à São Luís dans l'État du Maranhão. Il évolue au poste d'attaquant.

## Biographie
Derley évolue dans de nombreux clubs brésiliens avant d'arriver en Europe au CS Marítimo en 2013. Auteur de bonnes performances sous les couleurs du club de Madère, il est transféré au Benfica Lisbonne l'année suivante,.
Avec Benfica, il remporte le Championnat du Portugal en 2015. Il remporte également la Coupe de la Ligue portugaise en 2015,.
Après des prêts en Turquie au Kayserispor et au Mexique au Chiapas FC, il est finalement transféré au CD Aves. Il remporte la Coupe du Portugal en 2018,.
Au sein des compétitions continentales européennes, il dispute cinq matchs en Ligue des champions lors de son passage à Benfica.

## Palmarès
Avec le Benfica Lisbonne :
- Champion du Portugal en 2015
- Vainqueur de la Coupe de la Ligue portugaise en 2015
- Vainqueur de la Supercoupe du Portugal en 2014

Avec le CD Aves :
- Vainqueur de la Coupe du Portugal en 2018